# V&A Dundee

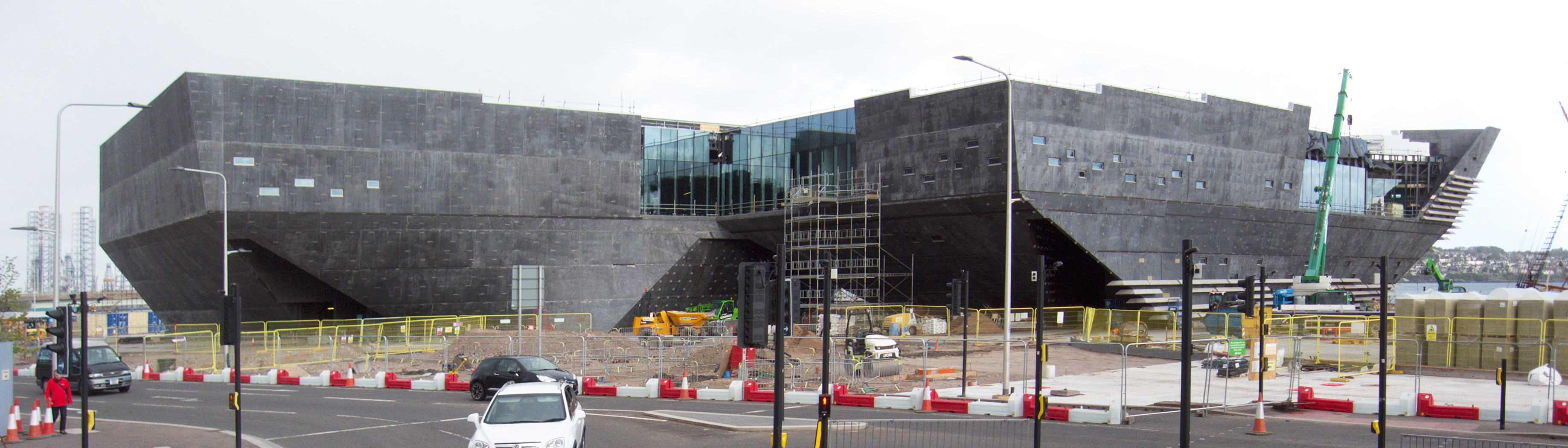
V&A Dundee in aanbouw, april 2017

V&A Dundee is een in 2018 geopend designmuseum in de Schotse stad Dundee. Het is gelegen in het stadscentrum, aan de Firth of Tay, het estuarium van de Tay. Het wordt museaal ondersteund door het Londense Victoria and Albert Museum (V&A).
De collectie wordt opgebouwd rond mode, architectuur, productontwerp, grafische kunst en fotografie. V&A Dundee is het eerste speciaal gebouwde designmuseum in het Verenigd Koninkrijk buiten Londen. Het museum wil de vitale plaats van design in ieders leven benadrukken. In het museum zullen naast de permanente tentoonstelling wisselende exposities worden ingericht. Tot de vaste tentoonstelling behoort onder meer een collectie opgebouwd uit het designerfgoed van Schotland. De collectie biedt een kijk op 500 jaar creativiteit, vindingrijkheid en prestatie door het bijeenbrengen van ongeveer 250 objecten waaronder meubels, mode en textiel, keramiek, glas, metaalbewerking, juwelen, boeken, werken op papier, fotografie, architectuur, performance, digitaal en industrieel ontwerp. Voor de tentoonstelling werd gebruik gemaakt van de uitgebreide collectie van meer dan 12.000 Schotse objecten van het V&A in Londen.
Oprichters van het museum zijn het gemeentebestuur van Dundee, de University of Dundee, Abertay University, Scottish Enterprise en het Victoria & Albert Museum. Het project werd financieel gesteund door de Schotse overheid, de Britse overheid, het Scottish Heritage Lottery Fund en het overheidsagentschap Creative Scotland. De gemeente financiert een belangrijk deel van de werkingskosten. Het V&A levert geen financiële bijdrage, maar verstrekt expertise, bruiklenen en tentoonstellingen.

## Gebouw
Het gebouw werd ontworpen door het Japans architectenbureau Kengo Kuma & Associates. Het gebouw gelijkt enerzijds op een schip, anderzijds met materialen gelijkend op een Schotse klif. Het is opgebouwd uit 21 betonmuren, allen gebogen, die elk zijn opgebouwd met voorgegoten ruwe steenpanelen. In totaal werden 2.500 dergelijke panelen gebruikt, van variabel gewicht met de zwaarste 3.000 kg zwaar en 4 meter breed. Het gebouw heeft een nuttige oppervlakte van 8.000 m², met 1.650 m² tentoonstellingsruimte.
Verwarming en koeling gebeuren voornamelijk met geothermische energie, gerealiseerd met pompen gekoppeld aan dertig 200 meter diep liggende leidingen, aangevuld met lucht-warmtepompen op het dak. Het gebouw kostte inclusief ontwerp, constructie en inrichting £ 80,11 miljoen.